# Altnau
Altnau es una comuna suiza del cantón de Turgovia, situada en el distrito de Kreuzlingen a orillas del lago de Constanza. Limita al noroeste con la comuna de Münsterlingen, al noreste con Stetten (DE-BW) y Hagnau am Bodensee (DE-BW), al este y sureste con Güttingen, y al oeste con Langrickenbach.

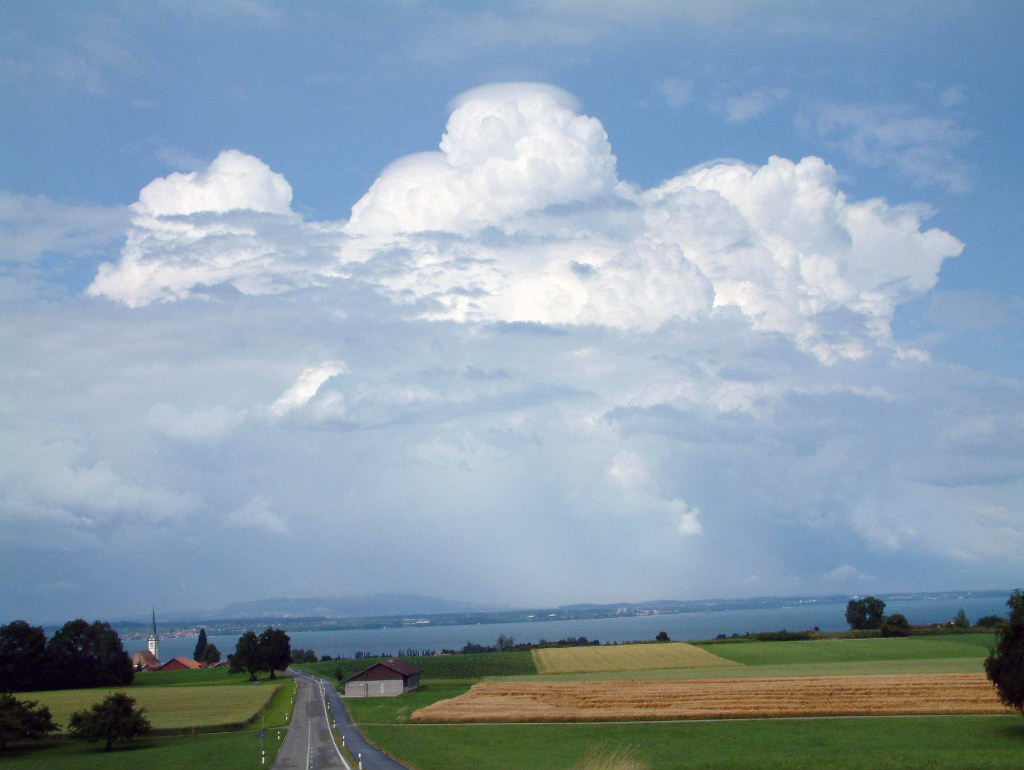
Vista de la localidad.